# Kirsi Hyttinen
Kirsi Hyttinen (* 16. Januar 1986 in Kuopio; jetzt Kirsi Aaltola) ist eine ehemalige finnische Volleyball- und Beachvolleyballspielerin. Sie wurde zwei Mal finnische Meisterin im Sand.

## Karriere

### Hallen-Volleyball
Hyttinen begann ihre Karriere in Saletti. Ihr Debüt in der ersten Liga hatte sie im September 2006 für Pieksämäki Volley. Später spielte sie für Kimmo Volley, LP Kangasala, Pislaploki und erneut Pieksämäki Volley. Seit 2013 spielt sie bei HPK Hämeenlinna.

### Beachvolleyball
Hyttinen spielte 2004 ihre ersten Satellite-Turniere mit Nora Isomaki. 2005 nahm sie in Sankt Petersburg mit Saila Huhtiranta erstmals an einem Open-Turnier der FIVB World Tour teil. 2009 und 2010 spielte sie mit Merja Korhonen drei Open-Turniere in Åland und Kristiansand. Außerdem gewann sie 2010 die nationale Meisterschaft. 2013 bildete sie ein Duo mit Taru Lahti. Den Grand Slam in Rom beendeten Lahti/Hyttinen auf dem 33. Platz. In Klagenfurt nahmen sie an der Europameisterschaft teil und wurden finnische Meisterinnen.

### Privates
Hyttinen ist mit dem Politikwissenschaftler Mika Aaltola verheiratet.